# Jacqueline Cherfils
Pour les articles homonymes, voir Cherfils.
Jacqueline Cherfils, née le 7 mai 1960 à Toulon, en France, est une chercheuse française, directrice de recherche au CNRS, directrice d'équipe "Biologie Structurale des petites GTPases" au Laboratoire de biologie et pharmacologie appliquée à l'École normale supérieure Paris-Saclay.